# Gataga River
Der Gataga River ist ein ca. 180 km langer rechter Nebenfluss des Kechika River im Norden der kanadischen Provinz British Columbia.
Der Name "Gataga" stammt aus der Sprache der Sekani und bedeutet „weißes Wasser“, was sich auf das Schmelzwasser der vergletscherten Quellregion bezieht, welches dem Fluss eine leicht graue Farbe verleiht.

## Flusslauf
Der Gataga River entspringt südlich der Battle of Britain Range in den Muskwa Ranges, einem Gebirgszug im äußersten Norden der Rocky Mountains. Der Fluss fließt anfangs in westlicher Richtung durch das Gebirge. Nach etwa 50 km trifft der South Gataga River von links auf den Fluss. Der Gataga River wendet sich nun nach Nordwesten und fließt weitere 100 km in einem breiten Gebirgstal bis zu seiner Mündung in den Kechika River. Kurz vor seiner Mündung erreicht der Gataga River die Rocky Mountain Trench, in welcher der Kechika River verläuft.
Der Flussabschnitt unterhalb der Einmündung des South Gataga River liegt innerhalb der Dune Za Keyih Provincial Park and Protected Area. Auf dieser Flussstrecke werden Kanutouren angeboten.

## South Gataga River
Der South Gataga River ist ein 44 km langer linker Nebenfluss des Gataga River. Sein Quellgebiet bildet die etwa 1000 m hoch gelegene Seengruppe der South Gataga Lakes in den Muskwa Ranges. Er durchfließt die drei größten dieser Seen in nördlicher bis nordöstlicher Richtung. Er fließt im Anschluss noch ein Stück in nordöstlicher Richtung. Ab Flusskilometer 20 wendet er sich nach Norden. Auf den letzten etwa 10 Kilometern fließt er in nordnordwestlicher Richtung und mündet schließlich auf einer Höhe von etwa 870 m in den Gataga River. Der Flusslauf des South Gataga River trennt die Dune Za Keyih Protected Area im Westen vom Dune Za Keyih Provincial Park im Osten.